# 데칸고원

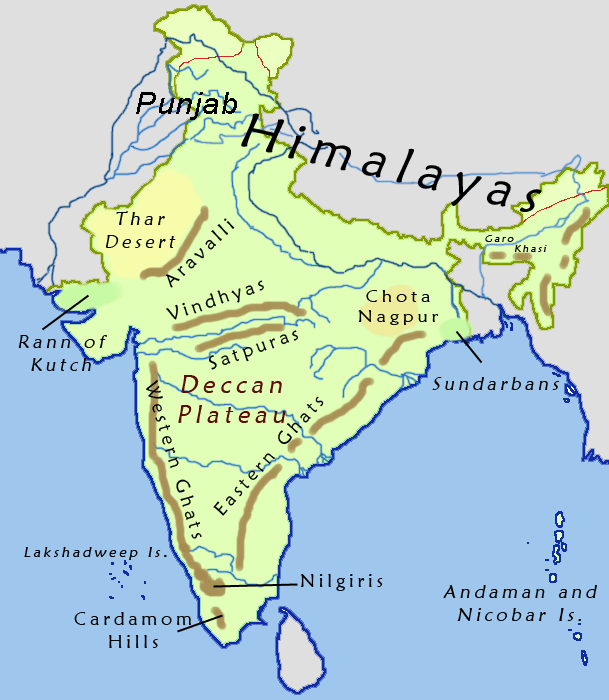
데칸고원

데칸고원(Deccan Plateau)은 인도아대륙을 이루는 고원이다. 고기암괴(古期岩塊)로 형성되며 북서부는 데칸 트랩의 용암으로 덮이고 단단한 부분은 용암대지로서 남아 있다. 이 풍화토는 흑색 면화토(黑色綿花土)로서 잘 알려져 있으며 면화 재배에 적합하다. 하계의 강우량은 서고츠산맥의 서쪽 사면(斜面)이 흡수해 버려 고원상에는 비가 별로 안 오는데 조와르, 바지라, 라기 등 잡곡이 생산된다. 나르바다, 타프티, 마하나디, 고다바리, 크리슈나 등 각 하천 유역에는 예부터 관개시설이 있었으나 최근 대규모의 댐이 건설되어 근대적인 관개시설이 발달되어 있다.

## 분화
중생대 말 대량 멸종 사태가 이 화산의 폭발과 관련 있다는 설도 있다. 공룡을 멸종하게 한 것으로 알려진 6,600만년 전 소행성 충돌이 있기 전에 이곳에서 발생한 초화산 폭발로 지구가 더워지면서 대부분 조개류인 해저 생명체들이 멸종되었다는 주장이 있다.